# Bukovany (Nový Bor)
Bukovany (německy Bokwen) je vesnice, administrativní část města Nový Bor v okrese Česká Lípa. Nachází se asi 4,5 km na jih od Nového Boru. Je zde evidováno 94 adres. Trvale zde žije 111 obyvatel.

## Další informace
Bukovany leží v katastrálním území Bukovany u Nového Boru o rozloze 2,76 km2. Na katastru Bukovan je i osada Chomouty. Na severním rozhraní se sousední obcí Sloup v Čechách je turisticky zajímavý Cikánský důl.
Obcí protéká Dobranovský potok a prochází jí od jihu silnice z Dobranova na Nový Bor. Silnice je zároveň cyklotrasou 3053 vedoucí od České Lípy. V Bukovanech je památkově chráněná kaple svatého Josefa.

## Sport - SK Družba Bukovany
Aktuálně (sezona 2024/2025) je v Bukovanech několik fotbalových týmů. Konkrétně mladší přípravka, starší přípravka, mladší žáci, starší žáci - okres, dorostenky - 2. liga, a muži - okresní přebor. Veškeré podrobnosti naleznete na stránkách SK Družba Bukovany. http://sk-druzba-bukovany.cz/
Sezona 2010/11
Bukovanský fotbalový A tým mužů hrál I.B třídu Libereckého kraje. Sezonu 2010/2011 zakončil na 3. místě čtrnáctičlenné tabulky. V dalším ročníku krajské I. B třídy - Západ skončili desátí.
Fotbalový B tým mužů zakončil sezonu 2010/2011 v III. třídě okresu Česká Lípa na 7. místě čtrnáctičlenné tabulky. O rok později skončili na 11. místě.

## Kultura
V této malé osadě se pod záštitou SK Družba Bukovany a osadního výboru pravidelně pořádá nepřeberné množství kulturních akcí.

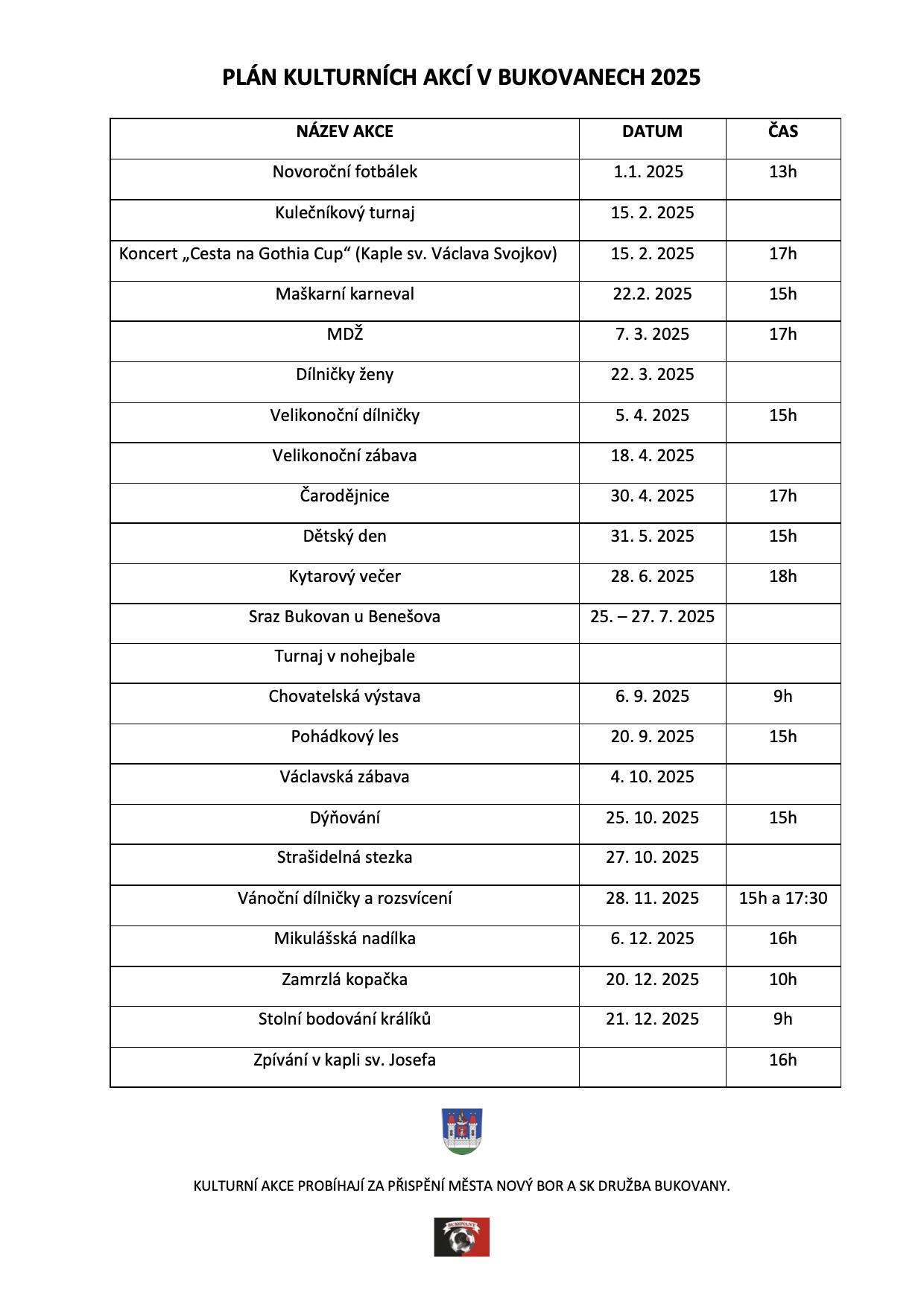

## Galerie

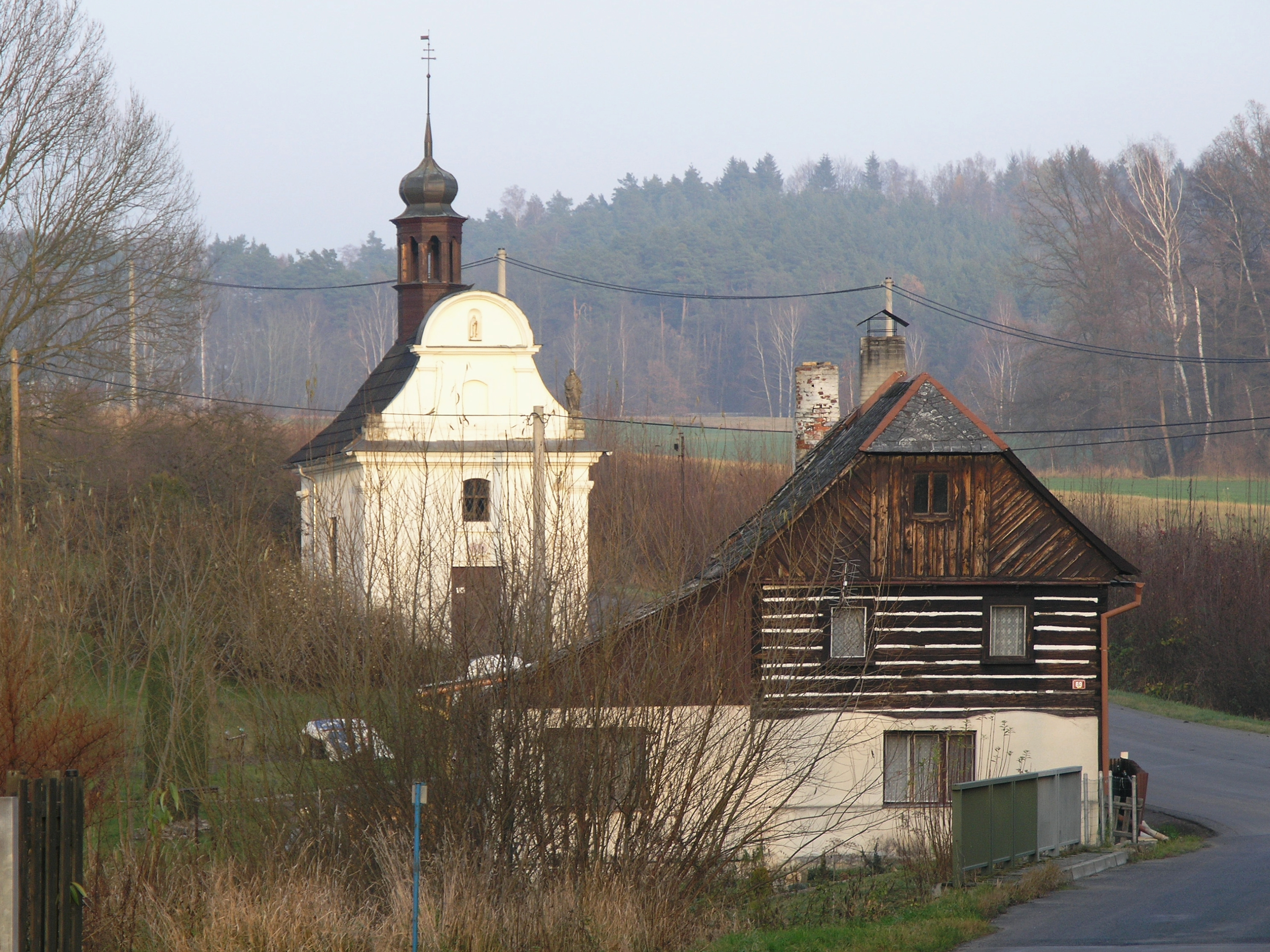
Dům čp 69 a kaple sv. Maří Magdaleny.
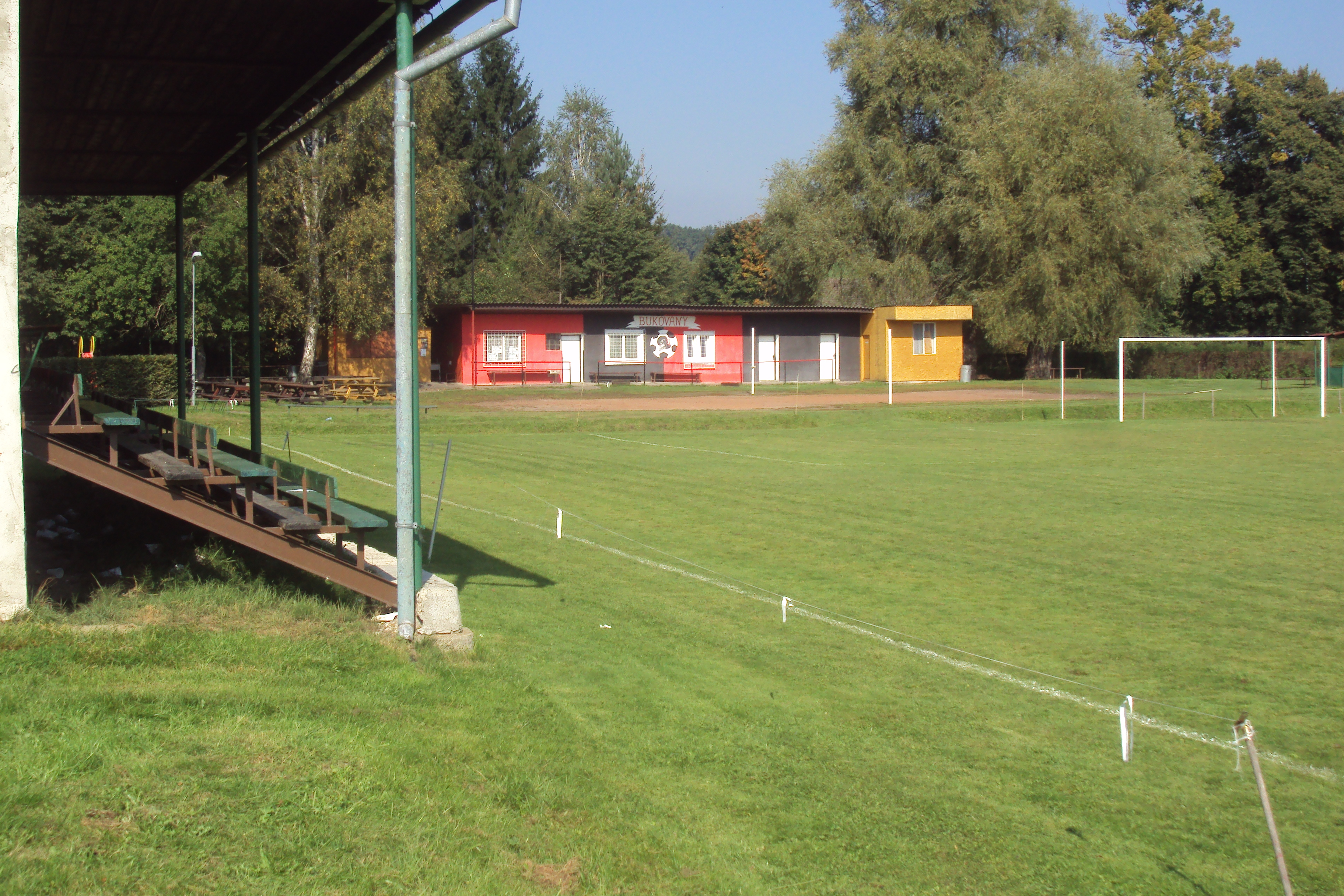
Fotbalové hřiště
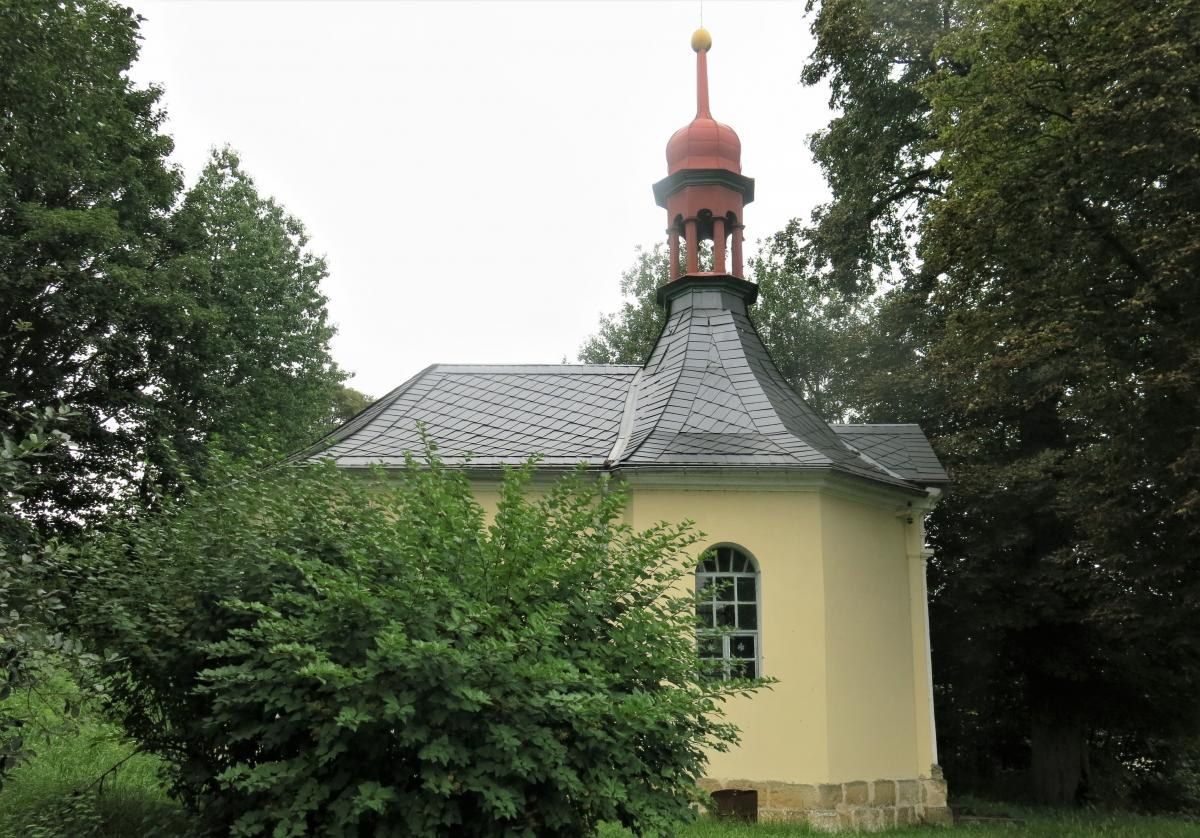
Kaple sv. Josefa
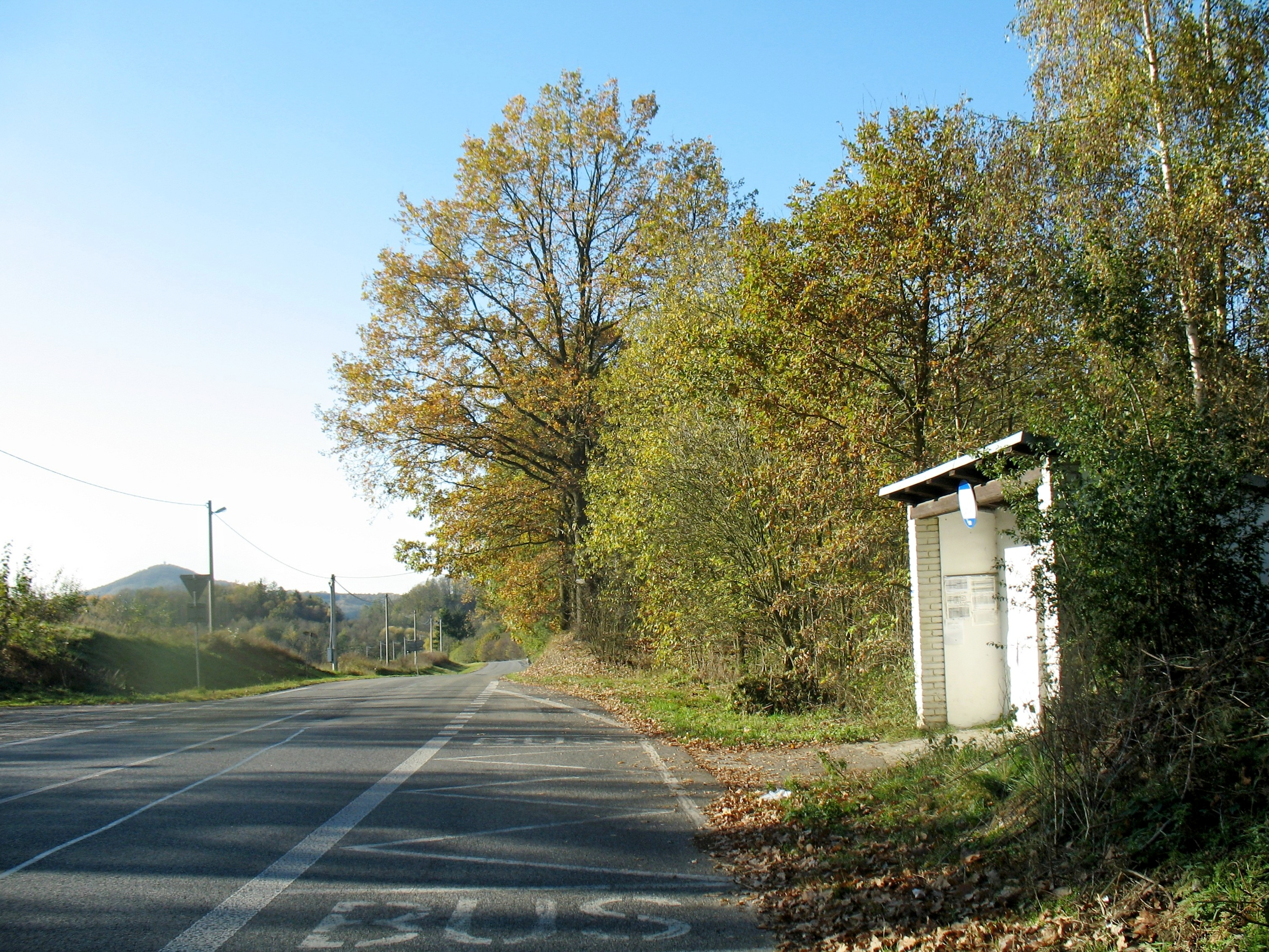
Autobusová zastávka "Nový Bor, Bukovany, 7 trpaslíků"

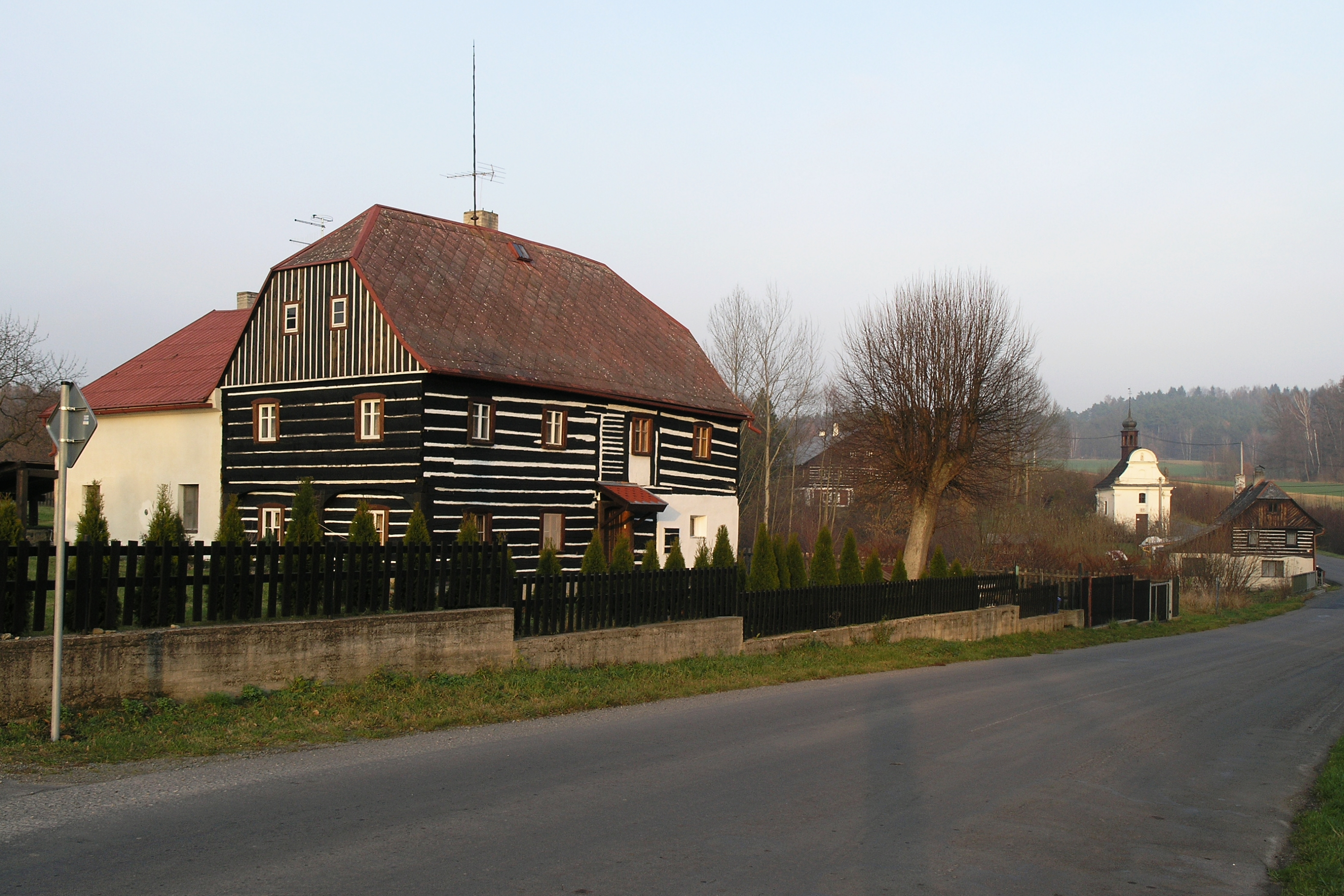
Roubený dům čp. 72